# Tina Louise
Tina Louise (Nueva York, 11 de febrero de 1934) es una actriz y cantante estadounidense reconocida por su interpretación de la estrella de cine ficticia Ginger Grant entre 1964 y 1967 en la serie de televisión de la CBS Gilligan's Island. Inició su carrera en el teatro en la década de 1950 antes de aparecer en el cine en la película de 1958 God's Little Acre por la que recibió un premio Globo de Oro. Louise apareció en varias producciones de Hollywood como The Trap, The Hangman, Day of the Outlaw y For Those Who Think Young.

## Filmografía

### Cine
| Año  | Película                                | Rol                         | Notas                                            |
| ---- | --------------------------------------- | --------------------------- | ------------------------------------------------ |
| 1958 | God's Little Acre                       | Griselda Walden             | Ganadora de un Globo de Oro a mejor nueva actriz |
| 1959 | The Trap                                | Linda Anderson              |                                                  |
| 1959 | The Hangman                             | Selah Jennison              |                                                  |
| 1959 | Day of the Outlaw                       | Helen Crane                 |                                                  |
| 1960 | L'assedio di Siracusa                   | Diana / Artemide / Lucrezia |                                                  |
| 1960 | The Warrior Empress                     | Sappho                      |                                                  |
| 1961 | Garibaldi                               | French Journalist           |                                                  |
| 1961 | Armored Command                         | Alexandra Bastegar          |                                                  |
| 1964 | For Those Who Think Young               | Topaz McQueen               |                                                  |
| 1967 | The Seventh Floor                       | Dra. Immer Mehr             |                                                  |
| 1968 | The Wrecking Crew                       | Lola Medina                 |                                                  |
| 1969 | How to Commit Marriage                  | Laverne Baker               |                                                  |
| 1969 | The Good Guys and the Bad Guys          | Carmel                      |                                                  |
| 1969 | The Happy Ending                        | Helen Bricker               |                                                  |
| 1970 | But I Don't Want to Get Married!        | Miss Spencer                | Película para TV                                 |
| 1973 | Call to Danger                          | April Tierney               | Película para TV                                 |
| 1975 | The Stepford Wives                      | Charmaine Wimpiris          |                                                  |
| 1975 | Death Scream                            | Hilda Murray                |                                                  |
| 1976 | Look What's Happened to Rosemary's Baby | Marjean Dorn                | Película para TV                                 |
| 1976 | Nightmare in Badham County              | Greer                       | Película para TV                                 |
| 1977 | SST: Death Flight                       | Mae                         | Película para TV                                 |
| 1977 | The Kentucky Fried Movie                | Voice                       |                                                  |
| 1978 | Mean Dog Blues                          | Donna Lacey                 |                                                  |
| 1979 | Friendships, Secrets and Lies           | Joan Holmes                 | Película para TV                                 |
| 1980 | The Day the Women Got Even              | Mary Jo Alfieri             | Película para TV                                 |
| 1981 | Advice to the Lovelorn                  | Diane Marsh                 | Película para TV                                 |
| 1984 | Dog Day                                 | Noémie Blue                 |                                                  |
| 1984 | Hell Riders                             | Claire Delaney              |                                                  |
| 1985 | Evils of the Night                      | Cora                        |                                                  |
| 1985 | O.C. and Stiggs                         | Florence Beaugereaux        |                                                  |
| 1987 | The Pool                                | Miloha                      |                                                  |
| 1988 | Dixie Lanes                             | Violet Hunter               |                                                  |
| 1991 | Johnny Suede                            | Mrs. Fontaine               |                                                  |
| 1997 | Welcome to Woop Woop                    | Bella                       |                                                  |
| 2000 | Little Pieces                           |                             |                                                  |
| 2000 | Growing Down in Brooklyn                | Mrs. Pip                    |                                                  |
| 2004 | West from North Goes South              | Celeste Clark               |                                                  |
| 2014 | Late Phases                             | Clarissa                    |                                                  |
| 2015 | Tapestry                                | Rose                        |                                                  |
| 2015 | White Lillies                           | Cordelia Cooper             |                                                  |